# Temsamane (tribu)
Pour les articles homonymes, voir Temsamane.
Les Temsamane ou Ait Temsamane (en rifain: ⴰⵢⵜ ⵜⴻⵎⵙⴰⵎⴰⵏ) sont une tribu berbère rifaine millénaire localisée au nord-est du Maroc, dans le Rif central entre Nador et Al Hoceïma. La région est peuplée de plusieurs communautés berbères faisant partie de l'espace culturel et linguistique rifain : à l'ouest se trouve la tribu des Ait Waryaghar, au nord-est celle des Ait Saïd, à l'est celle des Ait Ourish, au sud celle des Ait Touzine, au sud-est celle des Tafersit. Le Nord est marqué par la côte méditerranéenne, sa partie ouest est bordée par la baie d'Al Hoceïma.
L'origine étymologique du nom de la tribu est assez obscure. D'aucuns comme Auguste Mouliéras suggère qu'il s'agirait de la contraction entre les termes berbères thimsi (feu) et aman (eau).
Les Temsamane sont réputés être une grande tribu guerrière,. Ils sont historiquement célèbres pour avoir rejoint la rébellion dès le début de la guerre du Rif (1921 à 1926) accompagnés des Ait Waryaghar,Tafersit, Ait Ourish, Iqer'iyen et des Ait Touzine, formant ainsi un petit groupe solide de résistants face à l'armée coloniale espagnole, dont la défaite historique à Anoual déboucha sur la proclamation de l'indépendance de la région ainsi que la création de la République du Rif par Abdelkrim El-Khattabi.

## Territoire

### Localisation géographique
La tribu des Ait Temsamane est située dans la région du Rif, au nord du Maroc, avec un territoire qui s’étend sur environ 40 kilomètres dans toutes les directions et qui est caractérisé par une vaste plaine. La zone de peuplement traditionnelle de Temsamane est bordée au nord par la mer Méditerranée. Le territoire est traversé par des oueds, dont Ighzar Amekrane, qui irrigue et agis sur la fertilité des terres.
À l’embouchure de l’oued Ighzar Amekrane se déploie la longue plage Sidi Driss. À proximité de cette plage se trouve un site archéologique abritant des vestiges phéniciens.
Au nord-ouest, l’oued Nekor coule et délimite le territoire de Temsamane de celui de la tribu voisine des Aït Ouriaghel.

### Ressources naturelles
Trois rivières principales traversent son territoire : l’oued Beni-Taiban, l’oued Sidi-Idris et l’oued Merer'ni. En plus de ces cours d’eau, de nombreuses sources naturelles alimentent les terres agricoles et les villages.
Un système d’irrigation efficace, composé de canaux bien aménagés, permet de répartir l’eau entre les différentes cultures. L’eau du sud de la région est fraîche et potable, tandis que celle du nord est plus trouble et légèrement saumâtre. Pour pallier ce problème, les habitants recueillent l’eau de pluie dans de grandes citernes, assurant ainsi un approvisionnement constant.

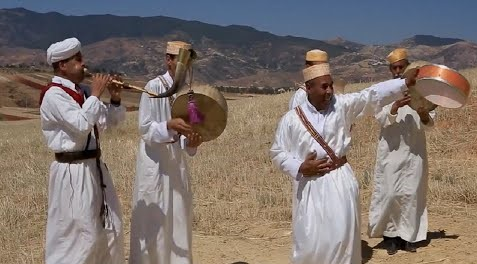
Troupe de « Imdiazen », de musiciens berbère à Temsamane.

### Agriculture
Grâce à son accès abondant à l’eau, les Ait Temsamane disposent d'une une région très fertile et propice à l’agriculture. Ses terres produisent une grande diversité de cultures. Les vergers y sont particulièrement développés, avec une grande variété d’arbres fruitiers tels que les figuiers, amandiers, grenadiers, jujubiers, abricotiers, poiriers, pommiers, pêchers et vignes. Les potagers fournissent une quantité impressionnante de légumes, à tel point que certains produits ne sont jamais vendus sur les marchés mais simplement partagés entre habitants. Les cultures céréalières et maraîchères sont également abondantes, avec des productions de orge, fèves, lentilles, maïs, pommes de terre (introduites depuis l’Algérie et l’Espagne), petits pois, haricots, tomates et piments.

## Fractionnement

### Clans
Historiquement, la tribu de Temsaman est composée de 5 fractions ou clans appelés « tharfiqt » en rifain :
- Ait Taaban
- Ait Bou Idir (ou Ait Amghar)
- Trougout
- Aït Marghnine
- Rba’ Rfouqani

### Caïdats
Certaines fractions de la tribu de Temsamane ont évolué pour former des communes rurales. Aujourd’hui, Temsamane est rattachée à la province de Driouch et son territoire est divisé en deux caïdats : 
- Caïdat de Temsamane, regroupant les communes rurales suivantes :
  - Boudinar
  - Temsamane (la plus peuplée)
  - Oulad Amghar
  - Aït Marghnine
- Caïdat de Trougout, regroupant :
  - Trougout

Au total, ces deux caïdats comprennent cinq communes rurales et comptaient, selon le recensement de 2004, une population de 50 530 habitants.

## Histoire

### Émirat de Nekor (710 – 1019)

#### Fondation de l'émirat
Il est rapporté que Salih ibn Mansour, connu sous le nom d'« Abd al-Salih » et originaire du Yémen, entra en terre du Maghreb lors de l'initiale ouverture sous le règne de Al-Walid ibn Abd al-Malik. Il s'établit dans la tribu des Ait Temsamane, et sous sa direction, les Berbères de cette région, principalement les Sanhaja et Ghomaras, se convertirent à l'islam. L'émirat de Nekor a connu les invasions vikings en 859, après avoir séjourné huit jours au Maroc, les Vikings retournèrent en Espagne et poursuivirent leur route vers la côte est.

#### Développement de l'Émirat et invasions normandes
Après la mort de Salih ibn Mansour, son fils El-Mu'tacem prend le pouvoir, suivi de son petit-fils Idris, qui pose les bases de la fondation de la ville de Nekor. Son fils, Saïd ibn Idris, accède au pouvoir et fait de Nekor une capitale prospère. Les Normands, désireux de créer un royaume sur la Méditerranée, tentent d'envahir l'Émirat, mais celui-ci résiste.

#### Conflits de l'Émirat
Après la montée de Salih II, une guerre civile éclate entre lui et son frère Saïd, mais ce dernier sort vainqueur après plusieurs années de conflits. Toutefois, l'Émirat entre de nouveau dans une phase de guerre civile, qui ne prendra fin qu'avec la victoire de Saïd ibn Idris, qui repousse les Ghomaras et règne pendant 37 ans.

#### Déclin de Nekor au profit des Fatimides
Après la mort de Saïd en 803-804, son fils Salih ibn Saïd lui succède, mais il est confronté à des luttes internes de pouvoir contre ses propres proches. Après sa mort en 864, son fils Saïd ibn Saleh ibn Saïd affronte de nouvelles révoltes internes et extérieures, dont une intervention des Fatimides qui ravagent Nekor. Ce dernier réussit à repousser les envahisseurs, mais l'Émirat finit par décliner.

#### Disparition des Salihides
En 1019, l'Émirat est conquis par Azdâji Ya’la ibn Futuh. La famille se réfugie en Andalousie, où elle s’allie aux Almoravides, qui leur confient des postes militaires importants. Cependant, avec la montée des Almohades, les Salihides perdent leur pouvoir et sont massacrés en 1147, bien que certains membres de la famille parviennent à s’échapper. Aujourd'hui, plusieurs familles comme les Aït Bouyahyi et les Aït O'ghanou se revendiquent de cette lignée.

### Rôle dans l’armée rifaine et la pachat de Tanger ( 17e - 20e siècle )
Au XVIIᵉ siècle, sous le règne du sultan alaouite Moulay Ismaïl, la tribu des Temsamane joua un rôle central dans la formation de l’armée rifaine. Le caïd Amar n-Haddou Abittouy, originaire des Temsamane, fut chargé en 1678 de recruter les combattants rifains qui participèrent à la reconquête des villes côtières occupées par les puissances européennes. Après la reprise de Tanger en 1684, le sultan confia la pachat de la ville à Ali n-Abdallah Ar-Rifi, également issu de la tribu des Temsamane. Ses descendants, connus sous le nom de la famille des Tarwa n-Abdsadaq, conservèrent la pachat de Tanger pendant plusieurs générations, assurant ainsi une continuité politique et militaire d’origine temsamane dans la région. Cette dynastie de pachas joua un rôle déterminant dans la défense du littoral nord du Maroc et marqua durablement l’histoire du Rif.

### Guerre du Rif (1921 — 1927)

#### Union des tribus rifaines sous la bannière d'Abdelkrim (1921)
La victoire des Rifains lors de la Bataille de Dhar Ubarran, le 1er juin 1921 marque un tournant majeur dans la guerre contre l'occupation espagnole. Cette bataille renforce l'unité des tribus rifaines, notamment les Ait Ouriaghel, les Ait Ghannou, les Ait Touzine, et les Ait Temsamane, qui se rallient autour de Abdelkrim. Cette union des tribus rifaines permet de former un front solide face aux troupes coloniales, consolidant ainsi la résistance dans toute la région du Rif, unissant les forces locales sous un même étendard contre l'occupant espagnol.

#### La Débâcle de Silvestre (17-21 juillet 1921)
L’échec du général espagnol Silvestre, lors de la tentative de ravitaillement à Igueriben en juillet 1921, est suivi par l'attaque décisive sur Anoual le 21 juillet, où 5 000 combattants rifains, dont une forte participation des Ait Temsamane, écrasent les troupes espagnoles. La défaite des Espagnols, suivis par le suicide de Silvestre, pousse les forces coloniales à revoir leur stratégie, tandis que les Ait Temsamane se solidifient dans leur soutien à la cause d’Abdelkrim.

## Personnalités publiques
- Anissa Temsamani, femme politique belge d'origine marocaine, née à Tanger.
- Driss Temsamani, banquier américain d'origine marocaine, né à Tanger.
- Mo Temsamani, chanteur néerlandais d'expression amazigh né Eindhoven (Pays-Bas).
- Abdelhamid Temsamani Chebagouda, écrivain né le 26 mai 1944 au Maroc.
- Mohamed Ben Larbi Temsamani, musicien et chef d'orchestre marocain né à Tanger en 1920 et mort à Tétouan le 6 janvier 2001
- Hassan El-Fakiri, ancien footballeur international norvégien d'origine marocaine né Temsamane
- Ahmed Ammi, ancien footballeur marocain, né à Temsamane au Maroc.
- Khalid Boudou, écrivain né à Temsamane au Maroc.

## Galerie photos

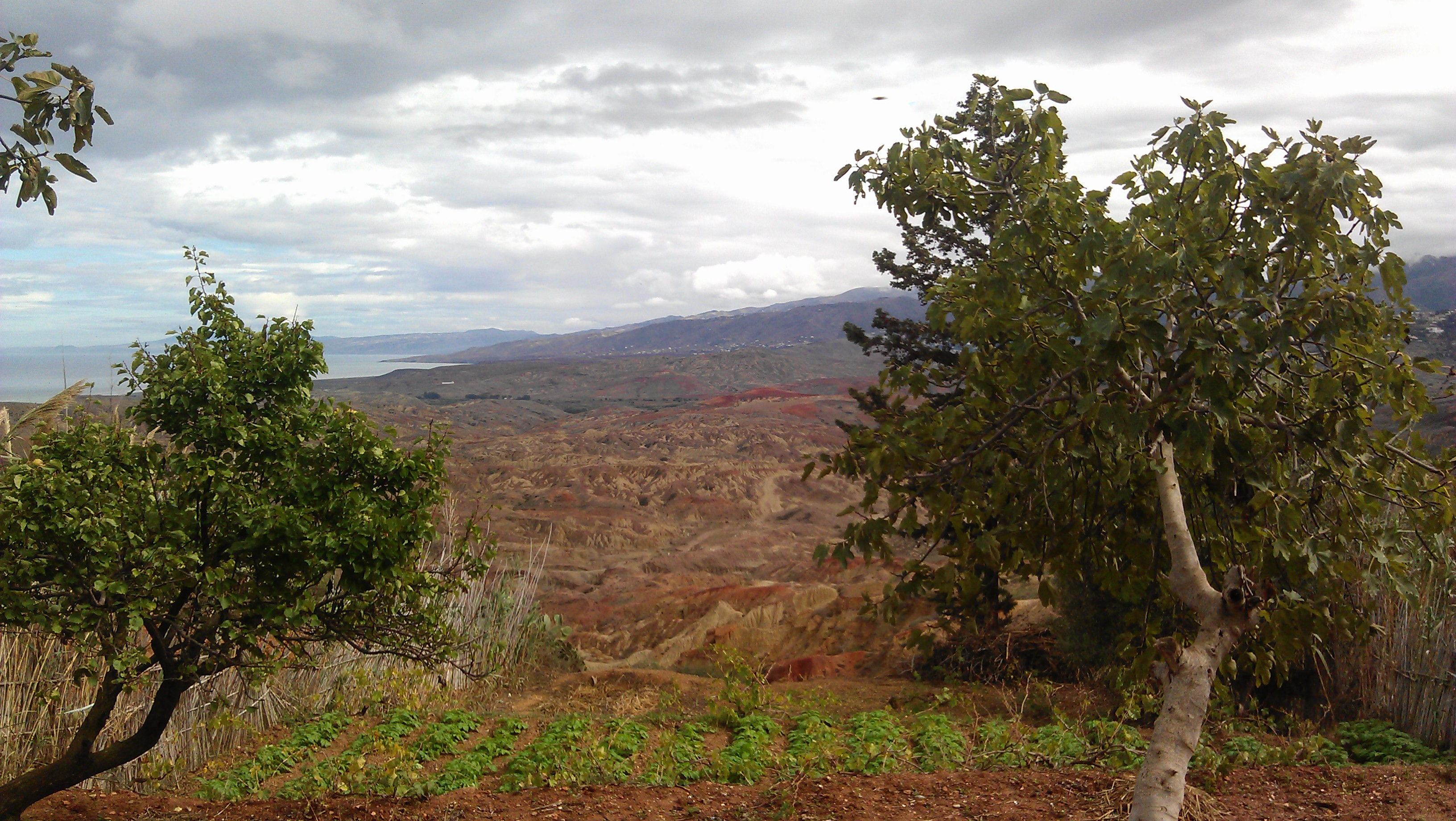
Figuier dans le paysage Rifain
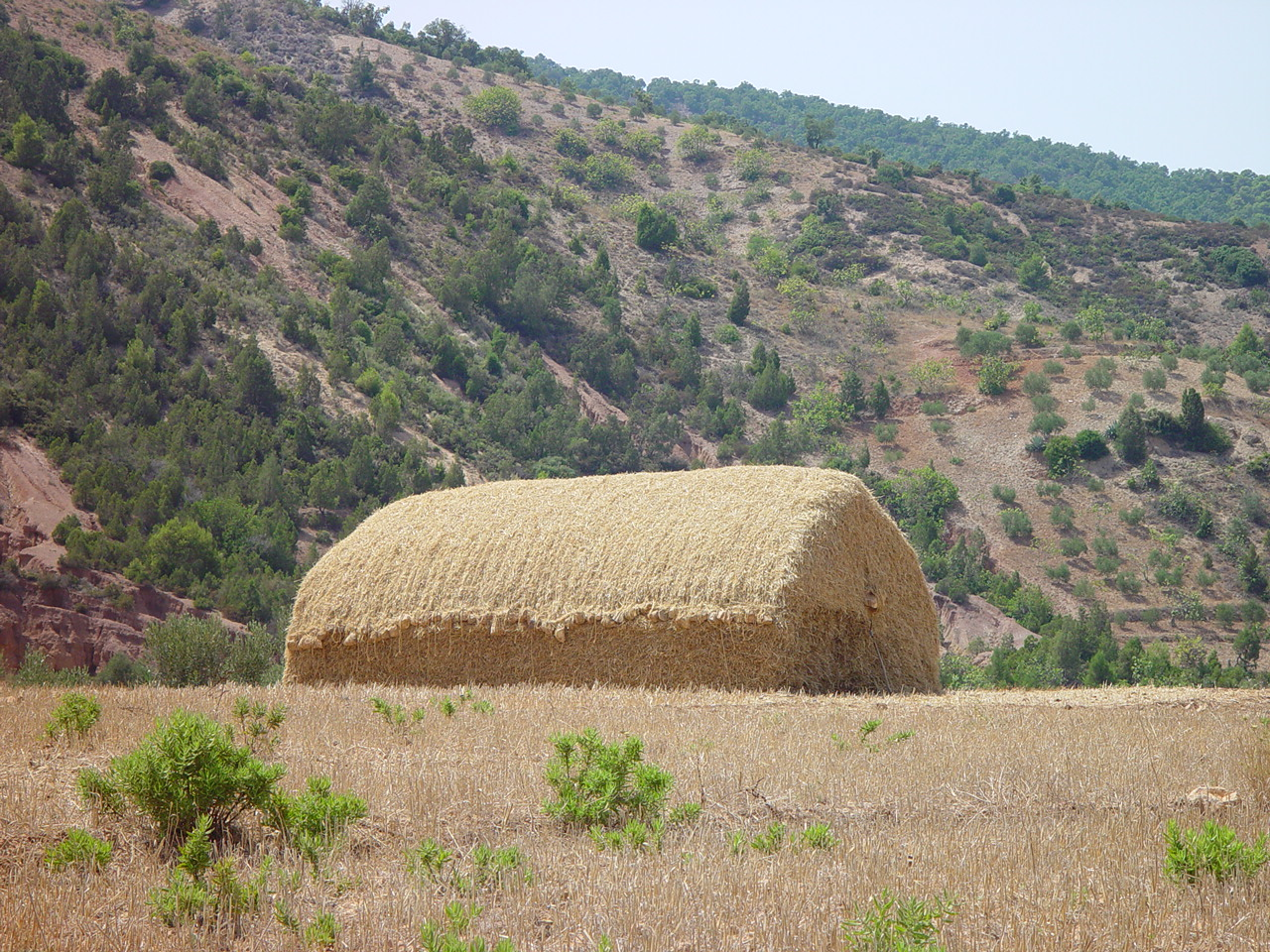
"Athmone"/paille à Temsamane
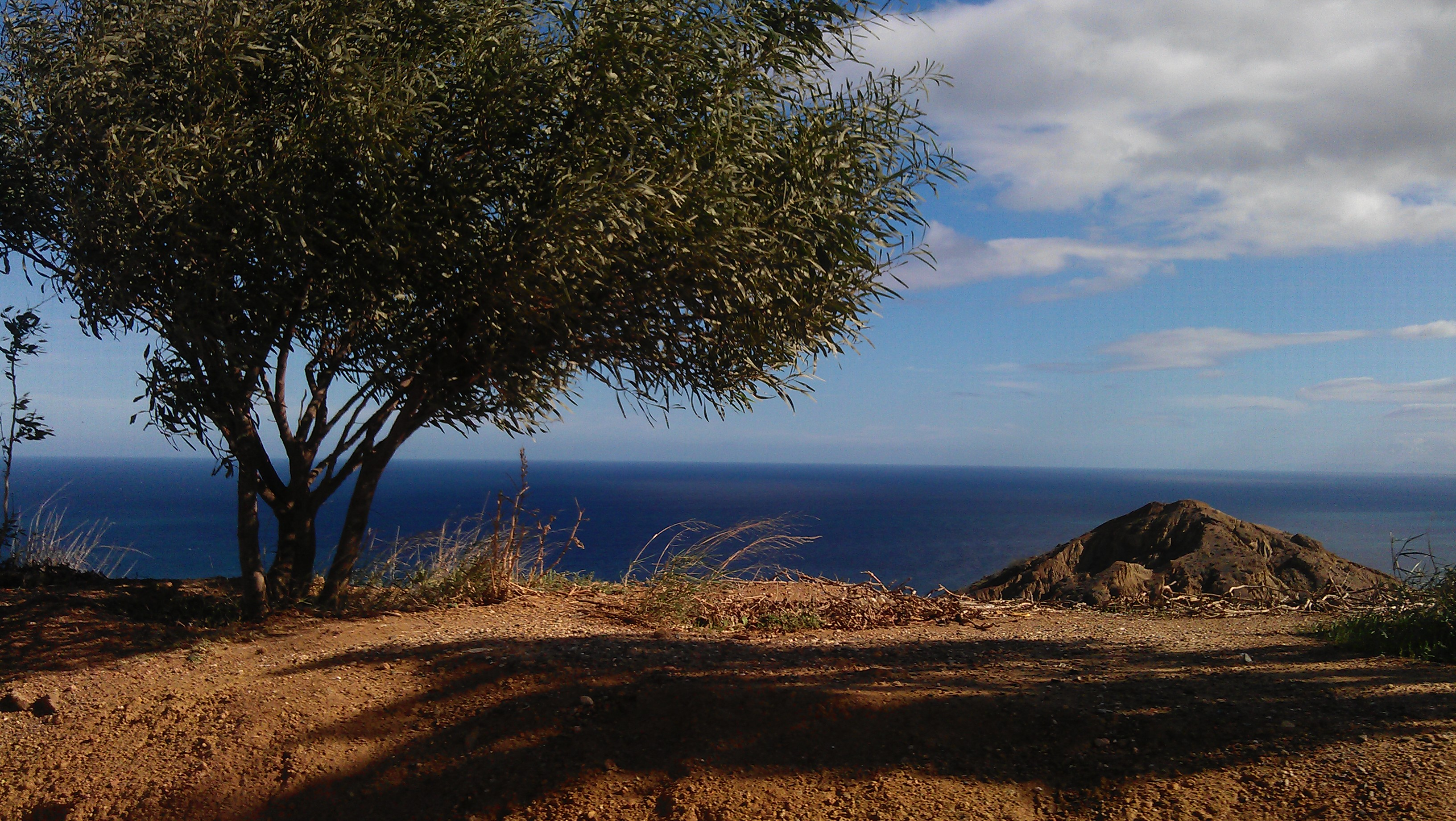
Olivier aux bords de la mer Méditerranée
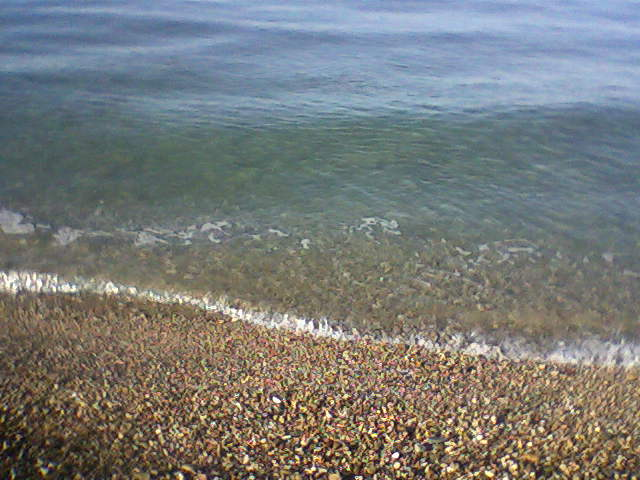
Aperçu de plage, Temsamane
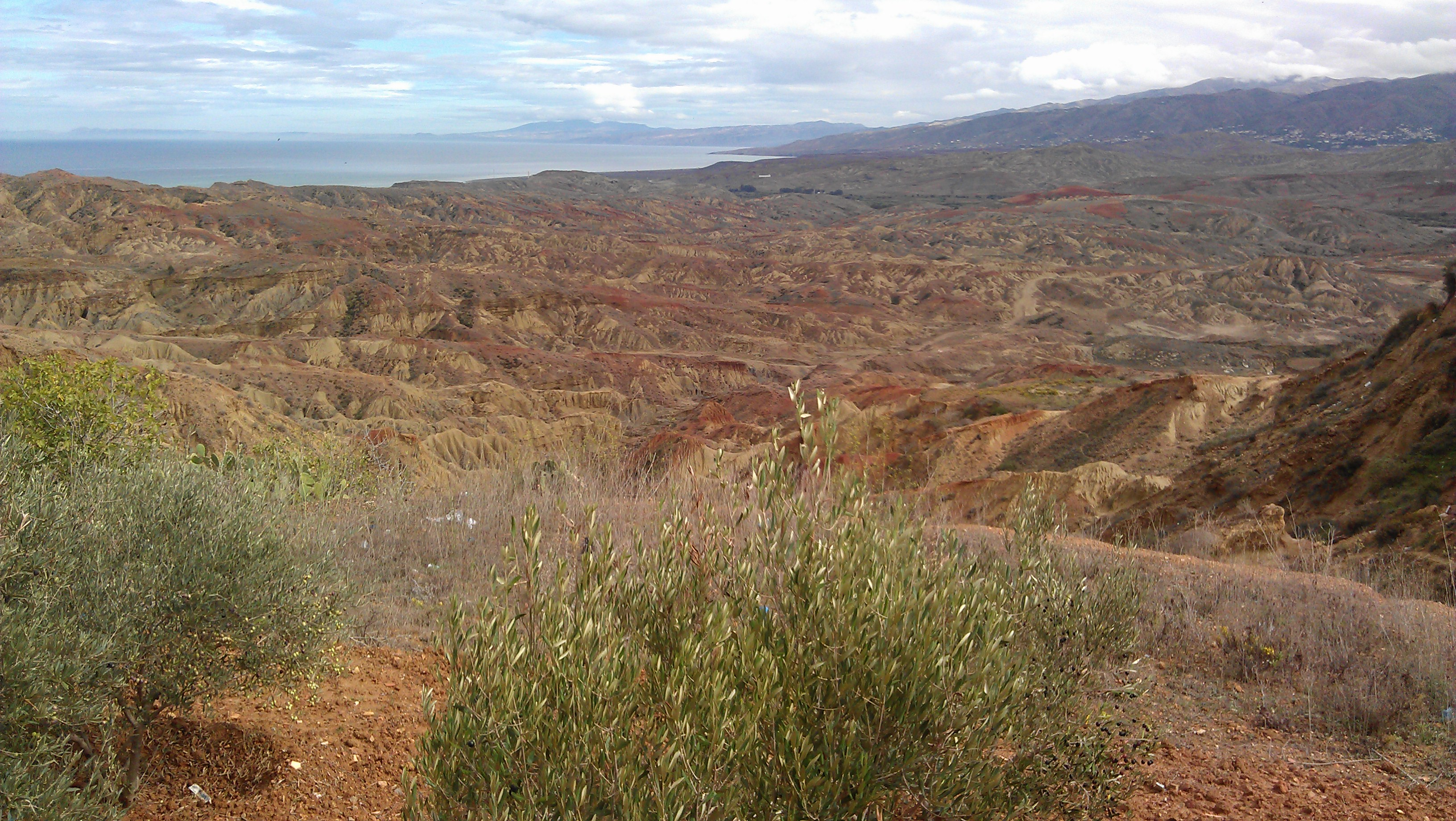
Montagne du Rif accidentées